# Málkovice (Bor)
Málkovice jsou malá vesnice, část města Bor v okrese Tachov v Plzeňském kraji. Nachází se asi 5,5 kilometru severovýchodně od Boru. Málkovice jsou také název katastrálního území o rozloze 3,83 km². V katastrálním území Málkovice leží i Malovice.

## Historie
První písemná zmínka o vesnici pochází z roku 1115.

## Obyvatelstvo
| Rok            | 1869 | 1880 | 1890 | 1900 | 1910 | 1921 | 1930 | 1950 | 1961 | 1970 | 1980 | 1991 | 2001 | 2011 | 2021 |
| -------------- | ---- | ---- | ---- | ---- | ---- | ---- | ---- | ---- | ---- | ---- | ---- | ---- | ---- | ---- | ---- |
| Počet obyvatel | 96   | 91   | 91   | 107  | 83   | 100  | 93   | 42   | 29   | 34   | 25   | 18   | 18   | 31   | 27   |
| Počet domů     | 18   | 18   | 18   | 19   | 18   | 16   | 17   | 10   | 23   | 9    | 8    | 7    | 8    | 8    | 9    |

## Obecní správa
Při sčítání lidu v letech 1850–1960 Málkovice byly samostatnou obcí v okrese Planá. V letech 1961–1979 byly osadou obce Kurojedy v okrese Tachov. Od 1. ledna 1980 jsou částí města Bor v okrese Tachov. V letech 1850–1960 k obci patřily Malovice.